# Джой, Самара
Самара Джой Маклендон (англ. Samara Joy McLendon; род. 11 ноября 1999), профессионально известная как Самара Джой, — американская джазовая певица, удостоенная премии Грэмми 2023 года в категории «Лучший новый исполнитель». Она выиграла Международный конкурс джазового вокала имени Сары Вон в 2019 году и была названа лучшим новым артистом по версии Jazz Times в 2021 году.

## Биография
См. также «Samara Joy Biography» в английском разделе.
Уроженка района Касл-Хилл в Бронксе, Джой родилась в 1999 году в музыкальной семье. Её дедушка и бабушка по отцовской линии, Элдер Голдуайр и Рут Маклендон, были основателями филадельфийской госпел-группы The Savettes. Её отец, бас-гитарист, гастролировавший с госпел-певцом/автором песен/продюсером Андрэ Краучем, познакомил её с такими великими госпел-исполнителями, как The Clark Sisters, а соул и Motown также были широко представлены в её доме.
В Фордэмской средней школе искусств в Нью-Йорке она выступала с джазовым оркестром и стала лучшей вокалисткой на конкурсе Фордэмского университета «Essentially Ellington» в Линкольн-центре. Но впервые она познакомилась с джазом по-настоящему, когда поступила на джазовую программу в Перчейз-колледж при Университет штата Нью-Йорк в Перчейзе как специалистка по вокалу, и была названа стипендиатом Эллы Фицджеральд. Там друзья познакомили её с такими великими джазовыми вокалистами, как Сара Вон и Фицджеральд, и такими инструменталистами, как Кенни Вашингтон, Джон Фэддис (с которым она училась) и Ингрид Дженсен. Когда она ещё училась в колледже, до выхода её первого альбома, кинорежиссер Регина Кинг назвала её «молодой женщиной, которая кажется, что Сара Вон и Элла Фицджеральд живут в её теле».
Альбом Самары Джой Linger Awhile занял первое место во многочисленных чартах Billboard после победы на «Грэмми» в номинации «Лучшему новому исполнителю». Linger Awhile заработал 8 500 эквивалентных альбомных единиц в США за неделю, закончившуюся 9 февраля (рост 319 %), согласно данным Luminate. Из этой суммы продажи традиционных альбомов составили 6 500 единиц (рост 316 %). Linger Awhile стал диском с самым большим по количеству единиц и продаж для любого непраздничного непереизданного джазового альбома за последний год — с тех пор, как альбом Тони Беннетта и Леди Гаги Love for Sale заработал 12 000 единиц (из которых почти все были продажи альбомов) в чарте от 1 января 2022 года. В итоге Linger Awhile 18 февраля 2023 года впервые поднялся на место № 1 сразу в трёх хит-парадах: Топ джазовых альбомов (с № 3 на № 1 в Top Jazz Albums), Традиционных джазовых альбомов (2→1 в Traditional Jazz Albums) и Heatseekers Albums (35→1). Кроме того он впервые вошёл в Billboard 200 (на № 158) и попал в десятку лучших в чартах продаж Top Album Sales (87→5) и Top Current Album Sales (42→5).

## Дискография
См. также «Samara Joy Discography» в английском разделе.
- Samara Joy (Whirlwind, 2021)
- Linger Awhile (Verve, 2022)

## Награды и номинации
В 2019 году в качестве Самары Маклендон она выиграла Международный конкурс джазового вокала имени Сары Вон (Sarah Vaughan International Jazz Vocal Competition).
В 2023 году она получила две премии «Грэмми», в том числе «Лучшему новому исполнителю» и стала второй джазовой певицей в истории, получившей эту награду, первой была Эсперанса Сполдинг в 2011 году. Она лауреат премии «Лучший джазовый вокальный альбом» за Linger Awhile. Среди её заказов на зиму 2022 года — пение с оркестром Jazz at Lincoln Center Orchestra в рамках тура «Big Band Holidays» зимой 2022 года.

### Grammy Awards
| Год  | Категория                        | Работа        | Результат | Ссылка |
| ---- | -------------------------------- | ------------- | --------- | ------ |
| 2023 | Лучший новый исполнитель         | Самара Джой   | Победа    | [ 27 ] |
| 2023 | Лучший джазовый вокальный альбом | Linger Awhile | Победа    | [ 27 ] |